# 模擬市民趴趴走
《模擬市民趴趴走》系列（The Sims Stories）是《模擬市民》系列中一個全新的故事系列遊戲，它承襲了《模擬市民2》的界面和遊戲方式，但新增了一個兼具獨特和娛樂的故事模式，遊戲中將會內建數個家庭，讓玩家可以發展他們各自的故事，在玩家達到設定目標時，還能解開一些獎賞。
此系列亦能在筆記型電腦上執行，意味著此系列的系統需求將較《模擬市民2》為低，即使電腦配置較低的用戶亦能執行此系列遊戲，它還能讓玩家在進行遊戲的同時還能與朋友利用即時通訊軟體和電子郵件聯繫。這款遊戲更擁有簡易的捷徑和全新自動暫停功能，讓玩家在開關筆記型電腦時很快開啟或關閉遊戲。
此系列的遊戲無法支援《模擬市民》或《模擬市民2》系列產品的資料片或物件包，而且此系列的每款遊戲皆為獨立產品，不具相容性。

## 作品列表

### 
2007年2月6日發行。遊戲內建了兩個不同的故事 — 玩家可帶萊麗回家，讓她和新朋友、新經驗和一連串意外的驚喜展開新生活。第二個故事中玩家可以幫助文森處理感情生活，他是個陷入熱戀卻戀愛運超差的高科技新貴。
2007年6月19日發行。玩家將協助模擬人挑戰關照訓練可愛卻無法預測的寵物。
2008年1月29日發行。玩家將協助模擬人在一個尚未開發的島嶼天堂展開新生活。

## 外部連結
- 《模擬市民趴趴走》系列官方網站（美國） （英文）
- 《模擬市民2》官方網站：《模擬市民趴趴走》系列介紹 （英文）